# 서천군의 국회의원

## 서천군의 역대 국회의원 일람
| 대수         | 이름           | 소속정당       | 임기                               | 선거구역                             | 개표결과 |
| ------------ | -------------- | -------------- | ---------------------------------- | ------------------------------------ | -------- |
| 제1대        | 이훈구(李勳求) | 무소속         | 1948년 5월 31일 - 1950년 5월 30일  | 서천군 일원                          | 보기     |
| 제2대        | 구덕환(丘德煥) | 국민회         | 1950년 5월 31일 - 1954년 5월 30일  | 서천군 일원                          |          |
| 제3대        | 나희집(羅熙集) | 자유당         | 1954년 5월 31일 - 1958년 5월 30일  | 서천군 일원                          |          |
| 제4대        | 우희창(禹熙昌) | 민주당         | 1958년 5월 31일 - 1960년 7월 28일  | 서천군 일원                          |          |
| 제5대 민의원 | 우희창(禹熙昌) | 민주당         | 1960년 7월 29일 - 1961년 5월 16일  | 서천군 일원                          |          |
| 제6대        | 김종갑(金鍾甲) | 민주공화당     | 1963년 12월 16일 - 1967년 6월 30일 | 서천군·보령군 일원(제6선거구)        |          |
| 제7대        | 이원장(李源長) | 민주공화당     | 당선 무효                          | 서천군·보령군 일원(제6선거구)        |          |
| 제7대        | 김옥선(金玉仙) | 신민당         | 1968년 6월 3일 - 1971년 6월 30일   | 서천군·보령군 일원(제6선거구)        |          |
| 제8대        | 이상익(李相翊) | 민주공화당     | 1971년 7월 1일 - 1972년 10월 17일  | 서천군 일원(제7선거구)               |          |
| 제9대        | 김옥선(金玉仙) | 신민당         | 1973년 3월 12일 - 1975년 10월 13일 | 부여군·서천군·보령군 일원(제5선거구) |          |
| 제9대        | 김종익(金鍾翊) | 민주공화당     | 1973년 3월 12일 - 1979년 3월 11일  | 부여군·서천군·보령군 일원(제5선거구) |          |
| 제10대       | 김종필(金鍾泌) | 민주공화당     | 1979년 3월 12일 - 1980년 7월 4일   | 부여군·서천군·보령군 일원(제5선거구) |          |
| 제10대       | 조중연(趙重衍) | 신민당         | 1979년 3월 12일 - 1980년 10월 27일 | 부여군·서천군·보령군 일원(제5선거구) |          |
| 제11대       | 이상익(李相翊) | 민주정의당     | 1981년 4월 11일 - 1985년 4월 10일  | 부여군·서천군·보령군 일원(제6선거구) |          |
| 제11대       | 조중연(趙重衍) | 민주한국당     | 1981년 4월 11일 - 1985년 4월 10일  | 부여군·서천군·보령군 일원(제6선거구) |          |
| 제12대       | 이상익(李相翊) | 민주정의당     | 1985년 4월 11일 - 1988년 5월 29일  | 부여군·서천군·보령군 일원(제6선거구) |          |
| 제12대       | 김옥선(金玉仙) | 신한민주당     | 1985년 4월 11일 - 1988년 5월 29일  | 부여군·서천군·보령군 일원(제6선거구) |          |
| 제13대       | 이긍규(李肯珪) | 민주정의당     | 1988년 5월 30일 - 1992년 5월 29일  | 서천군 일원                          |          |
| 제14대       | 이긍규(李肯珪) | 민주자유당     | 1992년 5월 30일 - 1996년 5월 29일  | 서천군 일원                          |          |
| 제15대       | 이긍규(李肯珪) | 자유민주연합   | 1996년 5월 30일 - 2000년 5월 29일  | 서천군 일원                          |          |
| 제16대       | 김용환(金龍渙) | 희망의한국신당 | 2000년 5월 30일 - 2004년 5월 29일  | 보령시·서천군 일원                   |          |
| 제17대       | 류근찬(柳根粲) | 자유민주연합   | 2004년 5월 30일 - 2008년 5월 29일  | 보령시·서천군 일원                   |          |
| 제18대       | 류근찬(柳根粲) | 자유선진당     | 2008년 5월 30일 - 2012년 5월 29일  | 보령시·서천군 일원                   |          |
| 제19대       | 김태흠(金泰欽) | 새누리당       | 2012년 5월 30일 - 2016년 5월 29일  | 보령시·서천군 일원                   |          |
| 제20대       | 김태흠(金泰欽) | 새누리당       | 2016년 5월 30일 ~ 2020년 5월 29일  | 보령시·서천군 일원                   |          |
| 제21대       | 김태흠(金泰欽) | 미래통합당     | 2020년 5월 30일 ~ 2022년 4월 29일  | 보령시·서천군 일원                   |          |
| 제21대       | 장동혁(張東赫) | 국민의힘       | 2022년 6월 2일 ~ 2024년 5월 29일   | 보령시·서천군 일원                   |          |
| 제22대       | 장동혁(張東赫) | 국민의힘       | 2024년 5월 30일 ~                  | 보령시·서천군 일원                   |          |

## 같이 보기
- 보령시의 국회의원
- 부여군의 국회의원
- 서천군 (1988년 선거구)
- 보령시·서천군